# カピトリーノ美術館
カピトリーノ美術館（イタリア語: Musei Capitolini）は、イタリアのローマにある公立の美術館である。ローマの7つの丘の1つ、カピトリーノの丘に建つこの美術館は、ローマ市の「首都ローマ博物館システム」構想に含まれる。1734年に一般市民に公開され、芸術を展示する美術館として企画した世界で初めての施設と考えられる。また18世紀から「カピトリーノ美術館」という名称は複数の建物を総称してきた。

## 沿革

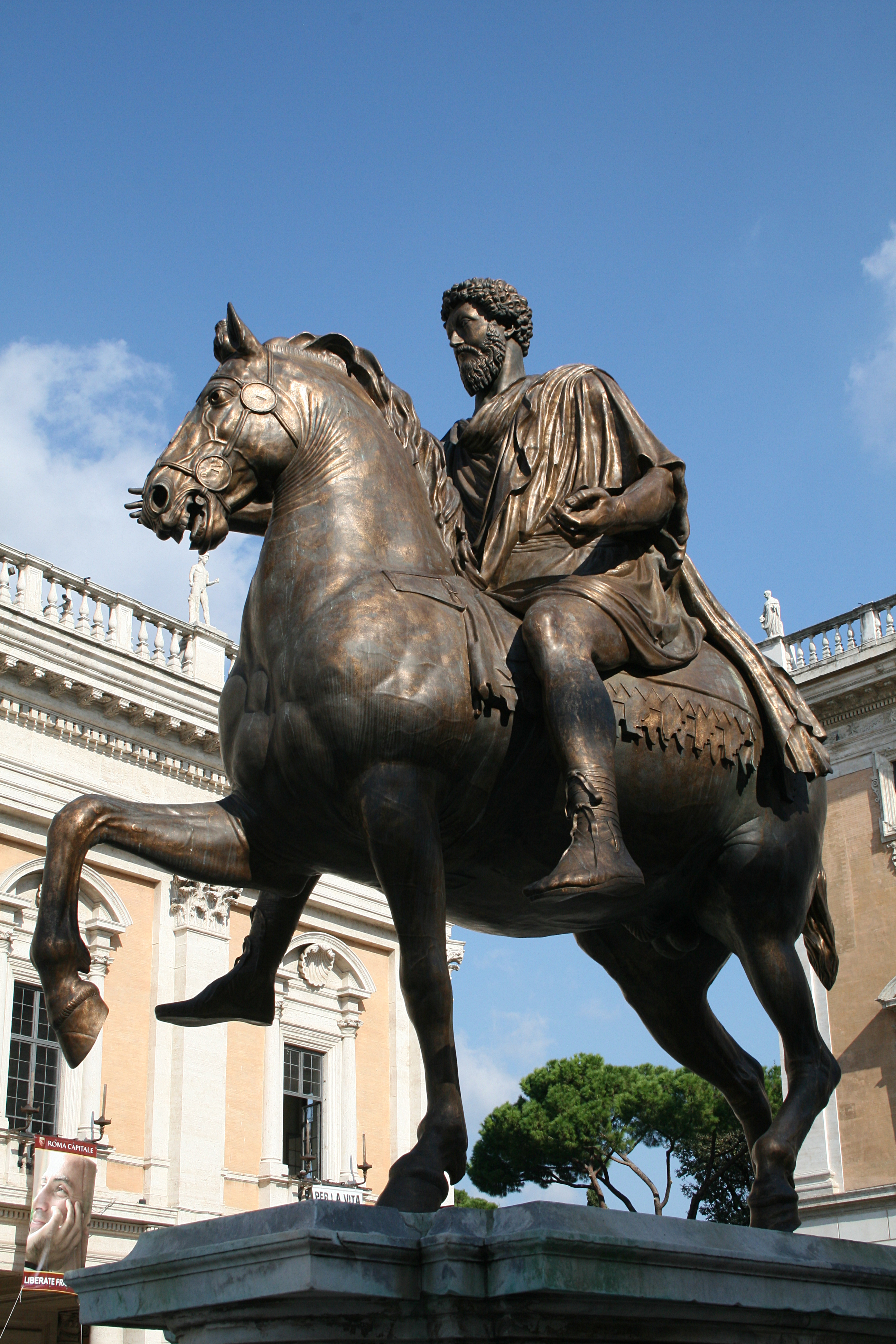
広場中央にあるマルクス・アウレリウスの騎馬像

古代ローマの面影を残すフォロ・ロマーノにほど近いカピトリーノの丘は、古くからローマの聖地であった。丘の上にあるカンピドリオ広場へは、ゆったりとした階段を上っていく。ギリシャ神話に登場する双子の神カストルとポルクスの立像の間を抜けて広場に入ると、カピトリーノ美術館は右のコンセルヴァトーリ宮殿（イタリア語）と左のパラッツォ・ヌオーヴォ（イタリア語）その他の建物で構成されている。
広場は16世紀半ばにミケランジェロの設計で整備され、全体の構想や宮殿正面のファサードの意匠、割り石が広場に描く幾何学文様などが今日まで伝わる。近年の復元事業で、中央に立つマルクス・アウレリウスの騎馬像のレプリカを作り、ミケランジェロが手がけた台座の上に据えた。奥に進むとローマ市庁舎がある。
コンセルヴァトーリ宮殿も新宮殿を意味するパラッツォ・ヌオーヴォも、それぞれ美術館に転用されている。前者を「コンセルヴァトーリ美術館」、後者を「カピトリーノ美術館」と呼ぶ場合もある。

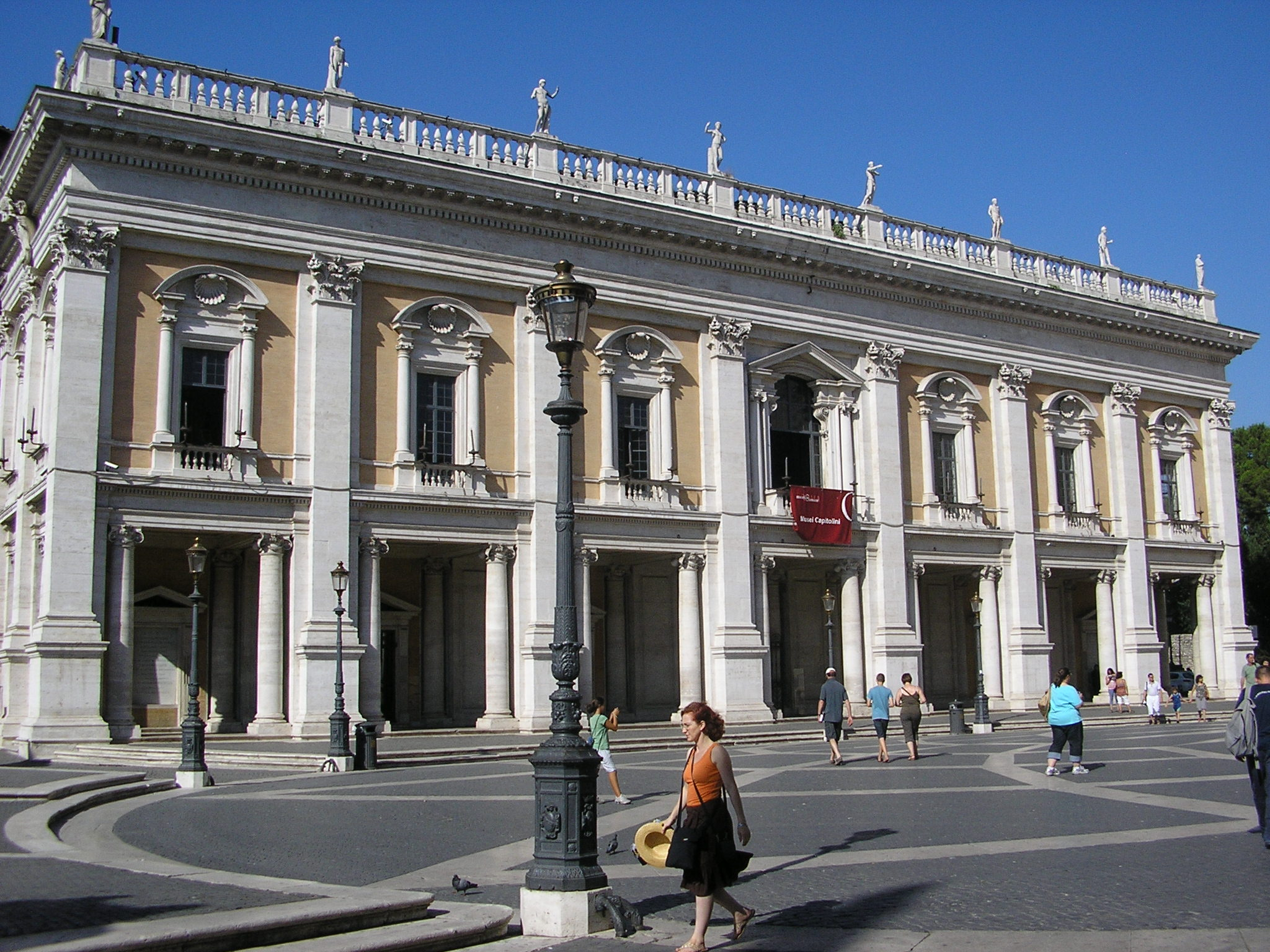
パラッツォ・ヌオーヴォの外観

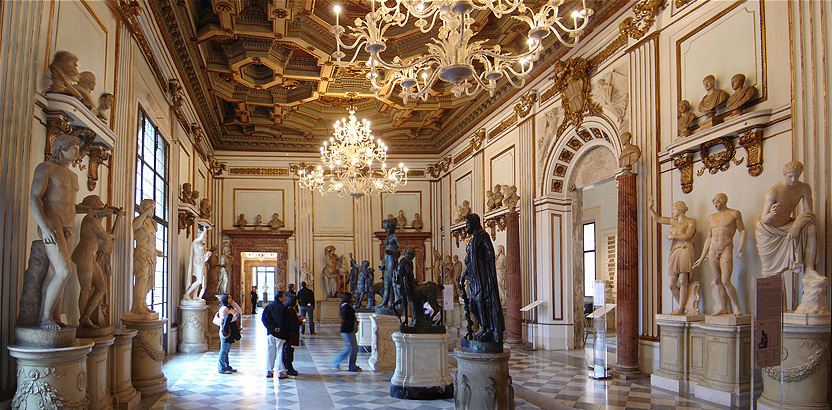
サローネ展示室（パラッツォ・ヌオーヴォ）

カピトリーノ美術館の歴史は15世紀までさかのぼる。バチカンに教皇庁が移る以前、ローマ教皇庁はラテラノ宮殿に置かれ古代ローマのブロンズ像などを保存していた。1471年、時の教皇シクストゥス4世は、それらの彫像ほかをローマ市民に〔寄贈〕した。この時「返還」された美術品のなかには、現代もカピトリーノ美術館の名品とされる『コンスタンティヌス大帝の巨像の頭部』、『とげを抜く少年』、『カピトリーノの雌狼』、『マルクス・アウレリウス騎馬像』などが含まれ、コンセルヴァトーリ宮殿の室内ではなく中庭に配置されたという。
それから250年以上が経ち、建物内部を美術館として公開するのはクレメンス12世の治世の1734年であった。一般市民に美術館として開放した世界最古の事例とされている。ベネディクトゥス4世が教皇を継ぎ、1748年にコンセルヴァトーリ宮殿の3階に絵画館を設けた。時代は下って20世紀になると、1925年にムゼオ・ヌオーヴォ（新美術館）、1952年にはブラッチョ・ヌオーヴォ（新翼棟）を増設した。

## 主な収蔵品

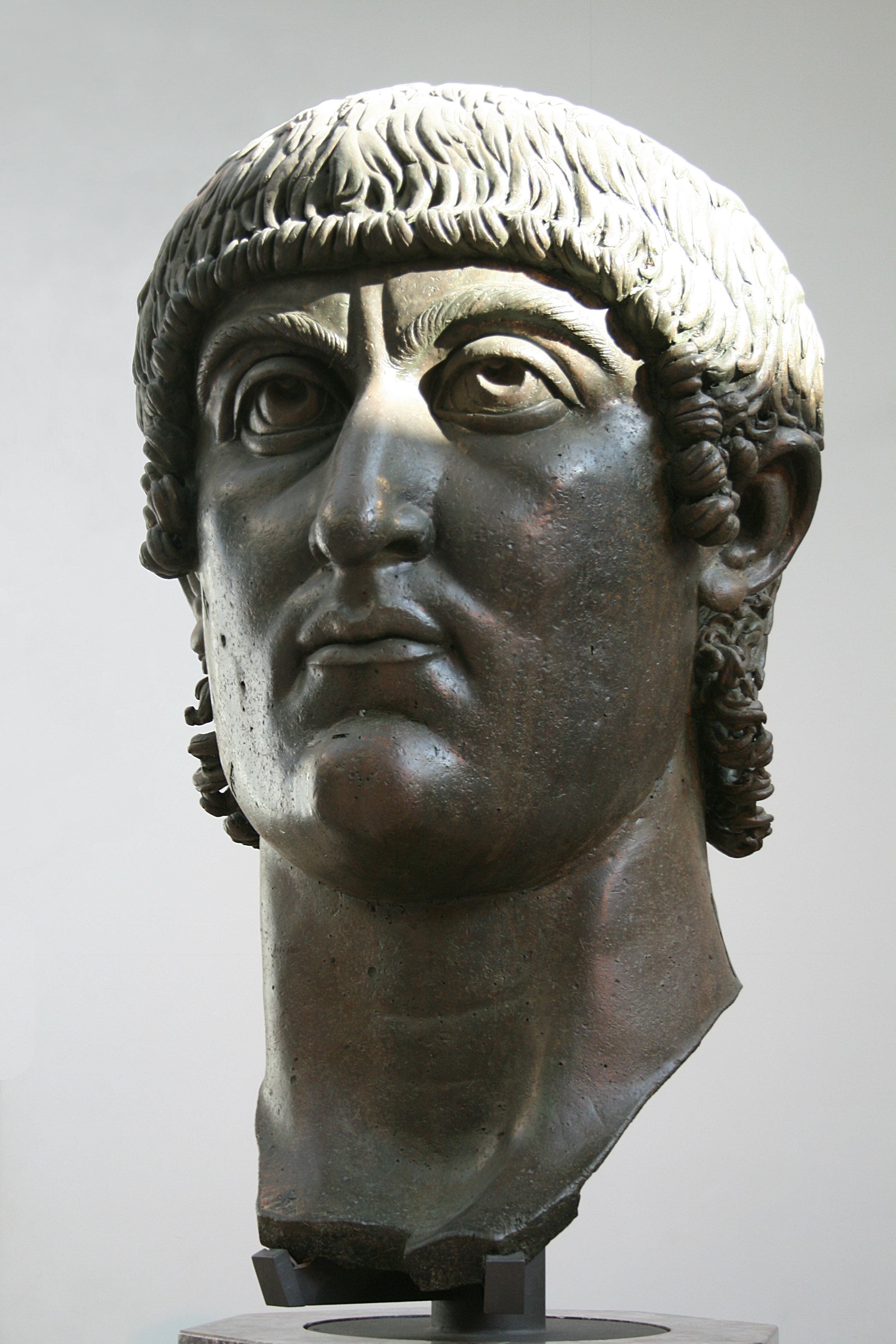
『コンスタンティヌス大帝の頭部』

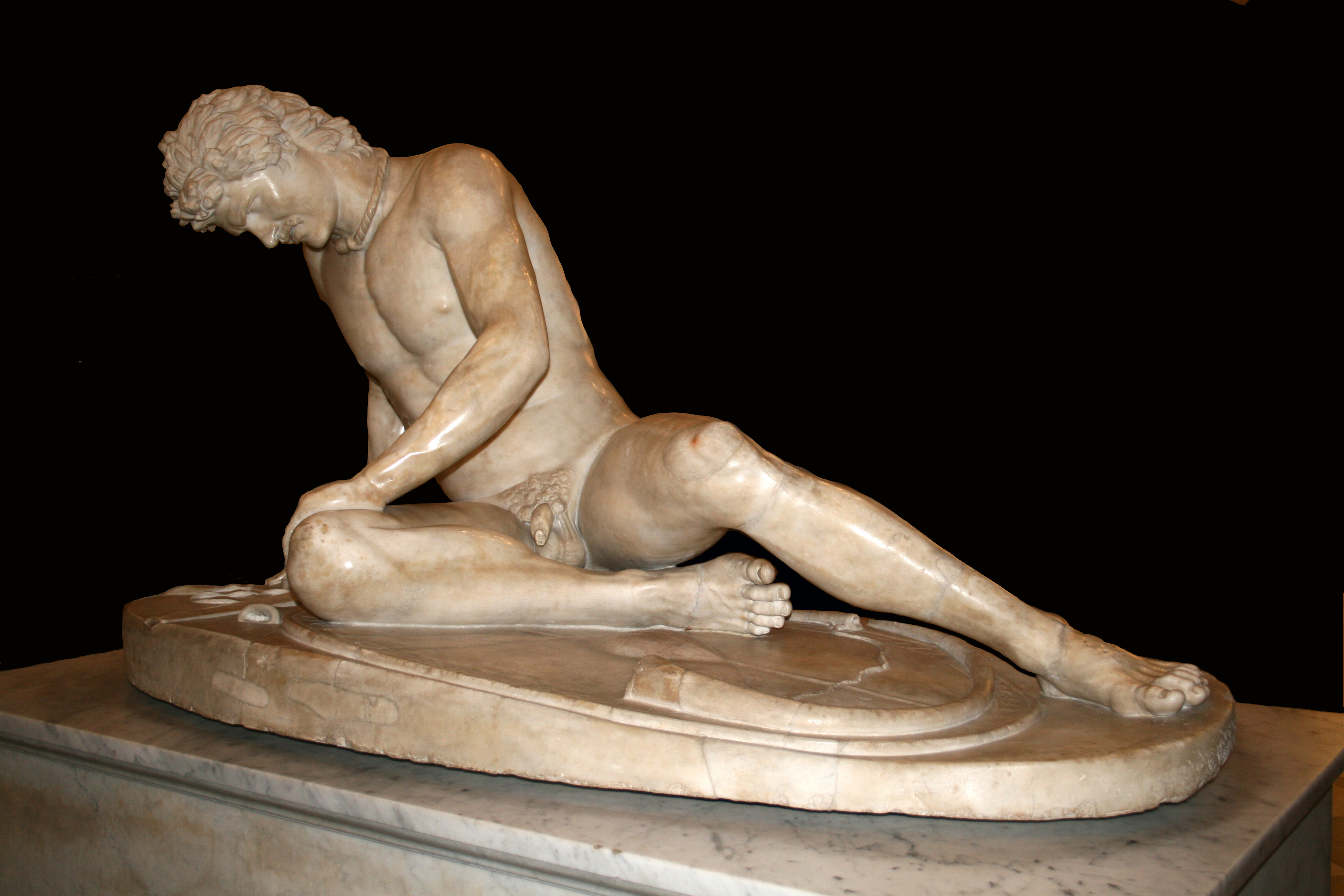
『瀕死のガリア人』

コンセルヴァトーリ宮殿の2階には、『コンスタンティヌス大帝の頭部』、『とげを抜く少年』、『カピトリヌスの雌狼』をはじめとする古代ローマ、エトルリアなどの彫刻が展示され、3階の絵画館にはルネサンス、バロック期のイタリア絵画が展示されている。中でも、『カピトリヌスの雌狼』は、ローマの建国伝説に関わる著名な像である。また、コンセルヴァトーリ宮殿の中庭に置かれている、大理石製の巨大な手や足は、本来高さ12メートル以上あったコンスタンティヌスの巨像の残骸である。一方、パラッツォ・ヌオーヴォには、「ローマン・コピー」と呼ばれる、古代ギリシャ彫刻のローマ時代の模作が多く展示されている。『マルクス・アウレリウス騎馬像』は、元来カンピドリオ広場の中央に設置されていたが、大気汚染による害が深刻であったため、修復後はオリジナル像はパラッツォ・ヌオーヴォに移され、広場中央にはレプリカが置かれている。
- 『コンスタンティヌス大帝の頭部』4世紀）
- 『とげを抜く少年』（紀元前1世紀）
- 『カピトリーノの雌狼』（エトルリア、紀元前5世紀）
- 『マルクス・アウレリウスの騎馬像』（160－180年）
- 『瀕死のガリア人』（ギリシャ人プラクシテレスの原作のローマ時代の模作）
- 『カピトリーノのヴィーナス』（ギリシャの原作のローマ時代の模作）
- ティツィアーノ『キリストの洗礼』
- ティントレット『マグダラのマリア』
- カラヴァッジオ『洗礼者聖ヨハネ』
- ルーベンス『ロムルスとレムス』
- グエルチーノ『聖マタイと天使』
- 『アリアドネー』（石膏デッサンで広く親しまれている通称「アリアス」のオリジナル胸像）